# رود چیکو (گلیگوس)
رود چیکو (اسپانیایی: Río Chico / Ciaike‎) یک رود در آرژانتین-شیلی است.